# Melanis electron
Espèce
Melanis electron est une espèce d'insectes lépidoptères (papillons) appartenant à la famille des Riodinidae et au genre Melanis.

## Taxonomie
Melanis electron a été décrit par Fabricius en 1793 sous le nom de Hesperia electron.

### Sous-espèces
- Melanis electron electron ; présent en Guyane, à Trinité-et-Tobago et au Venezuela.
- Melanis electron auriferax (Stichel, 1910) ; présent au Brésil
- Melanis electron epijarbas (Staudinger, 1888) ; présent au Brésil
- Melanis electron herellus (Snellen, 1887) ; à Curaçao.
- Melanis electron melantho (Ménétriés, 1855) ; à Panama, au Guatemala et au Nicaragua.
- Melanis electron pronostriga (Stichel, 1910) ; présent en Colombie et au Brésil.
- Melanis electron rabuscula (Stichel, 1910) ; présent au Brésil et au Pérou[1].

### Nom vernaculaire
Melanis electron se nomme Electron Pixie en anglais.

## Description
Melanis electron est de couleur noire comme tous les Melanis avec une tache rouge à la partie basale de chaque aile et aux ailes antérieures une barre incomplète jaune et un petit point jaune à la marge de l'apex, aux postérieures une bordure jaune plus ou moins complète suivant les sous-espèces, bien marquée chez Melanis electron electron et Melanis electron auriferax, quasi absente chez Melanis electron pronostriga et Melanis electron rabuscula.

## Biologie

### Plantes hôtes
Les plantes hôte de sa chenille sont Pithecellobium samman  pour Melanis electron melantho, des Eupatorium pour Melanis electron auriferax et Samanea saman pour Melanis electron pronostriga.

## Écologie et distribution
Melanis aegates est présent en Guyane, au Surinam, au Paraguay, en Bolivie, en Argentine et au Brésil.

### Biotope
Il réside dans la forêt tropicale.